# کیجی سادا
کیجی سادا (به ژاپنی: 佐田 啓二 Sada Keiji) نام هنری برای یک بازیگر سینمای ژاپن فعال از اواخر دهه ۱۹۴۰ تا اوایل دهه ۱۹۶۰ است. نام اصلی او کانیچی ناکای بود. او موفق به کسب جایزه بهترین بازیگر مرد در هفتمین دوره جوایز روبان آبی شد. او پدر بازیگر کیایچی ناکای و بازیگر کی ناکای بود. از نقش‌آفرینی‌هایش می‌توان بازی در فیلم‌های دوران لذت و اندوه، بعدازظهر پاییزی و آخر پاییز را نام برد.
سادا در 17 اوت 1964 هنگام بازگشت از کلبه تابستانی خود در کوه های تاتشینا در استان ناگانو در یک تصادف اتومبیل در نیراساکی، یاماناشی کشته شد . مراسم یادبود او در گورستان آئویاما در توکیو با حضور هزاران هوادار برگزار شد . با این حال، قبر او در معبد Engaku-ji در کاماکورا است .